# Juan Becerra y Ladrón de Guevara
Juan Becerra y Ladrón de Guevara fue un periodista español de la segunda mitad del siglo XIX.

## Biografía
Nacido en Cáceres en 1842, desde 1870 fue redactor de El Faro del Pueblo y colaborador de otros periódicos regionales. En 1872 publicó en Cáceres la obra Desahogos casi poéticos. En 1887 fue portada de la revista Madrid Cómico, en una caricatura de Ramón Cilla, acompañada de los siguientes versos: «notable periodista; de ingenio chispeante; que hace su talento en Las Antorchas; donde hace una campaña muy brillante».